# Oreogrammitis forbesiana
Oreogrammitis forbesiana är en stensöteväxtart som först beskrevs av Warren Herbert Wagner, och fick sitt nu gällande namn av Barbara S. Parris. Oreogrammitis forbesiana ingår i släktet Oreogrammitis och familjen Polypodiaceae. Inga underarter finns listade.